# 和谐2型电力机车
和谐2型电力机车（HXD2）是中国铁路的电力机车车型之一，由法国阿尔斯通交通运输股份有限公司和中国北车集团大同电力机车有限责任公司联合研制（6000系則由中車大連機車車輛代工生產），是在阿尔斯通“Prima”机车技术平台上，以法国国铁BB 27000型电力机车为原型车，开发研制的干线货运用八轴大功率交流传动电力机车，最大功率为10000 kW，最高运行速度为120 km/h。

## 发展历史

### 背景
自2003年刘志军出任中华人民共和国铁道部部长后，提出并实施铁路“跨越式发展”，以尽快缩小在铁路机车车辆装备上与国际先进水平的差距。2003年11月，中国铁道部与中国南车、北车集团及其重点企业共同制定了《加快铁路机车车辆装备现代化实施纲要》，并选择了6家机车制造企业作为引进先进技术和自主创新依托的主体。2004年1月，中国国务院常务会议通过了《中长期铁路网规划》；2004年4月，国务院常务会议研究通过的铁路机车车辆装备现代化实施方案明确指出，“加快我国铁路运输装备现代化，要按照引进先进技术、联合设计生产、打造中国品牌的总体要求，力争在较短时间内，使我国机车车辆生产能力达到世界先进水平”。根据国务院确立的上述方针，国家发改委与铁道部于2004年7月联合下达了《大功率交流传动电力机车技术引进与国产化实施方案》，正式开始了新型交流传动电力机车的采购过程。

### 引进
在此期间，大同电力机车有限公司于2003年被中国铁道部列为铁路装备行业技术引进重点扶持的六强企业之一，从2003年5月底开始，大同电力机车公司开始与在轨道交通领域著名的法国阿尔斯通公司进行广泛接触和交流，在先进技术转让、合作生产等方面达成共识，形成了合作意向。2004年1月，中华人民共和国主席胡锦涛访问法国，和法国总统希拉克在巴黎签署了《中法联合声明》，决定建立中法全面战略伙伴关係，并加强双边经贸往来和合作，为配合伙伴关系发展进行的不同方面的技术转让。2004年6月11日，中华人民共和国国务院副总理曾培炎出访法国，会见了法国总理拉法兰，在巴黎总理府签署了9项经济合作协议，其中包括了大同电力机车公司与阿尔斯通公司签署的《大功率交流传动电力机车技术转让及合作生产意向书》。
2004年10月，中国铁道部为煤运专线大秦铁路招标采购大功率电力机车，大同电力机车公司作为主投标方，与转让先进技术并提供相关支持的阿尔斯通公司，共取得180台大功率交流传动货运电力机车订单。2005年2月25日，大同电力机车公司和阿尔斯通公司在北京与铁道部正式签定大功率交流传动电力机车采购和技术引进项目合同，合同总价值为72.5亿元人民币，其中中方为35亿元人民币，法方约为3.8亿欧元。

### 研制
根据合同规定，这批机车由阿尔斯通公司与大同电力机车公司合作研发，在2006年11月至2008年9月期间交付使用；其中，首批12台机车（0001～0012）由阿尔斯通公司位于贝尔福的工厂制造，并整车进口；阿尔斯通公司向中方进行相关的技术转让，而位于勒克勒佐、奥兰斯、塔布、沙勒罗瓦的其它工厂将参与提供转向架和牵引电器设备等部件。第二批36台机车（0013～0048）为进口散件国内组装，由大同电力机车公司负责总体组装；其余132台（0049～0180）均为国产化机车。新机车是在阿尔斯通“Prima”机车技术平台上，以法国国铁BB 27000型电力机车为原型车，开发研制的干线货运用八轴大功率交流传动电力机车。机车由两节完全相同四轴机车连挂而成，采用交—直—交流电传动、“ONIX”IGBT水冷轴控牵引变流器、“Agate”微机网络控制系统，额定功率为9600 kW，最高运行速度为120 km/h，并设有“Locotrol”远程重联控制系统，适合于多机分布式重载单元列车牵引。机车轴重按25吨设计，可通过卸除车内配重压铁实现轴重23吨的转换。
合同签订后，大同电力机车公司于2005年3月组成工艺代表团，赴法国阿尔斯通公司进行考察，并借鉴国外先进的制造技术，制订了技术改造方案。2005年5月至6月，阿尔斯通公司对大同电力机车公司进行了两次全面的工业化评估。2006年4月1日，中国北车集团批复了大同电力机车公司的大功率机车技术改造可行性研究报告。2006年8月，在贝尔福工厂举行的中法第三次联合设计会议通过了机车所有设计图样和技术文件，完成了机车的全部设计工作，开始进入试制阶段。
2006年，铁道部批准将新机车被定型为DJ4型，编号为6001起排序；此外，由株洲电力机车及德国西门子合作研发9600 kW八轴货运电力机车同样被定型为DJ4型，编号为0001起排序。同年12月底，铁道部决定新型大功率交流传动电力机车系列均命名为“和谐型”，阿尔斯通和大同电力机车生产的DJ4型6000系电力机车更名为HXD2型，其中“HX”是“和谐”的汉语拼音首字母缩写、“D”代表电力机车、“2”代表大同电力机车的生产厂商代号，通称为“和谐”2型电力机车；而西门子和株洲电力机车生产的DJ4型电力机车则更名为HXD1型。
2006年9月，首台HXD2型电力机车在法国贝尔福工厂完成组装，同年11月底完成机车例行试验；2006年12月18日，该台机车装船离开法国；于2007年1月21日运抵中国天津港。2007年2月起，首台HXD2型机车在中国铁道科学研究院北京环形铁道试验基地进行了型式试验，此后又先后在大秦铁路、北同蒲铁路进行了综合性能试验和重载列车牵引试验。2007年5月18日，首台国内组装HXD2型机车在大同电力机车下线。至2008年12月，全部180台HXD2型机车交付完毕。
由於HXD2製造許可證已於2019年5月12日到期，而國家鐵路局亦已否決許可證延期的申請，故此型機車已於同年停產。

### 运用

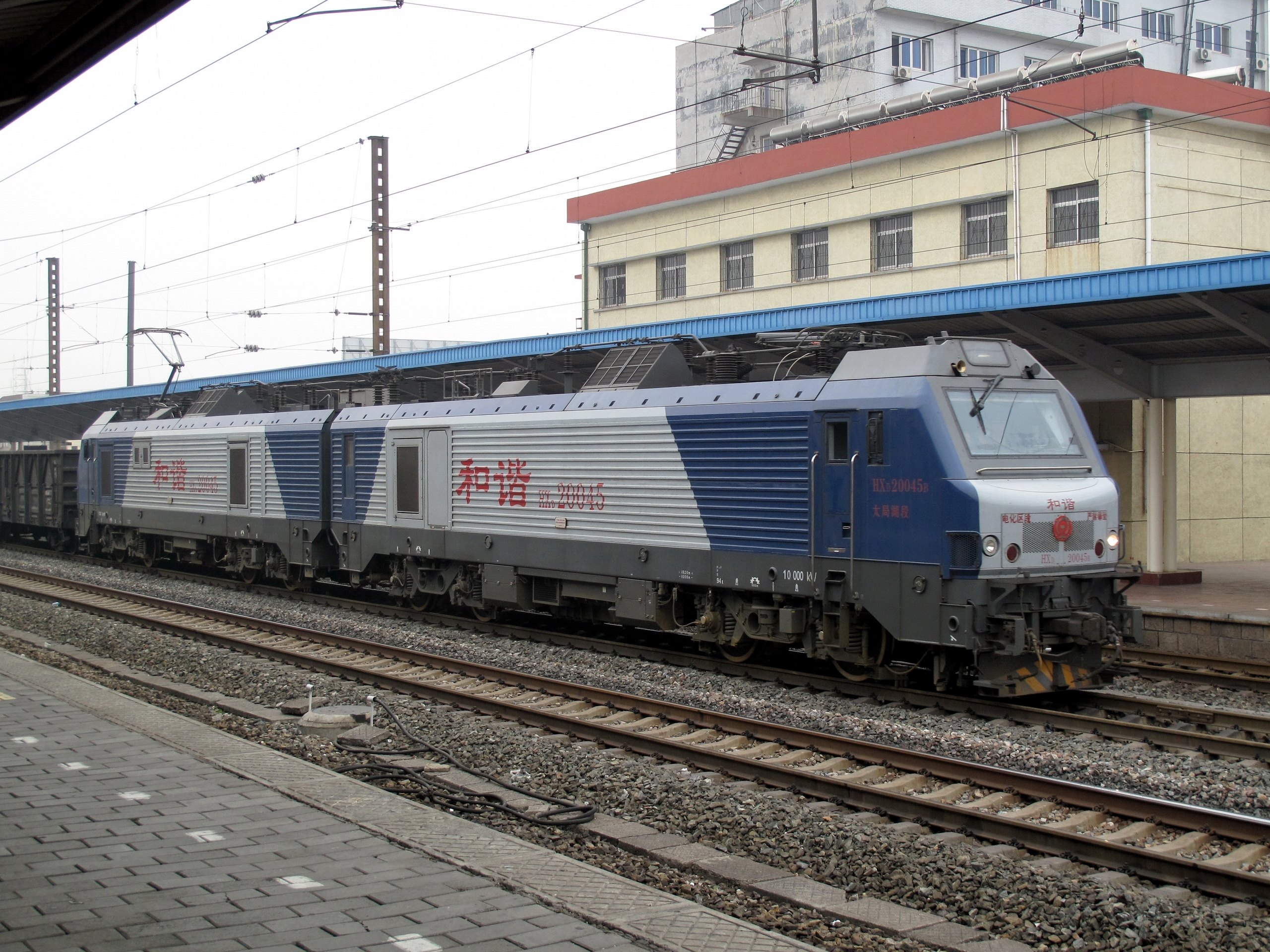
配属太原铁路局湖东机务段的HXD2型0045号电力机车经停秦皇岛车站

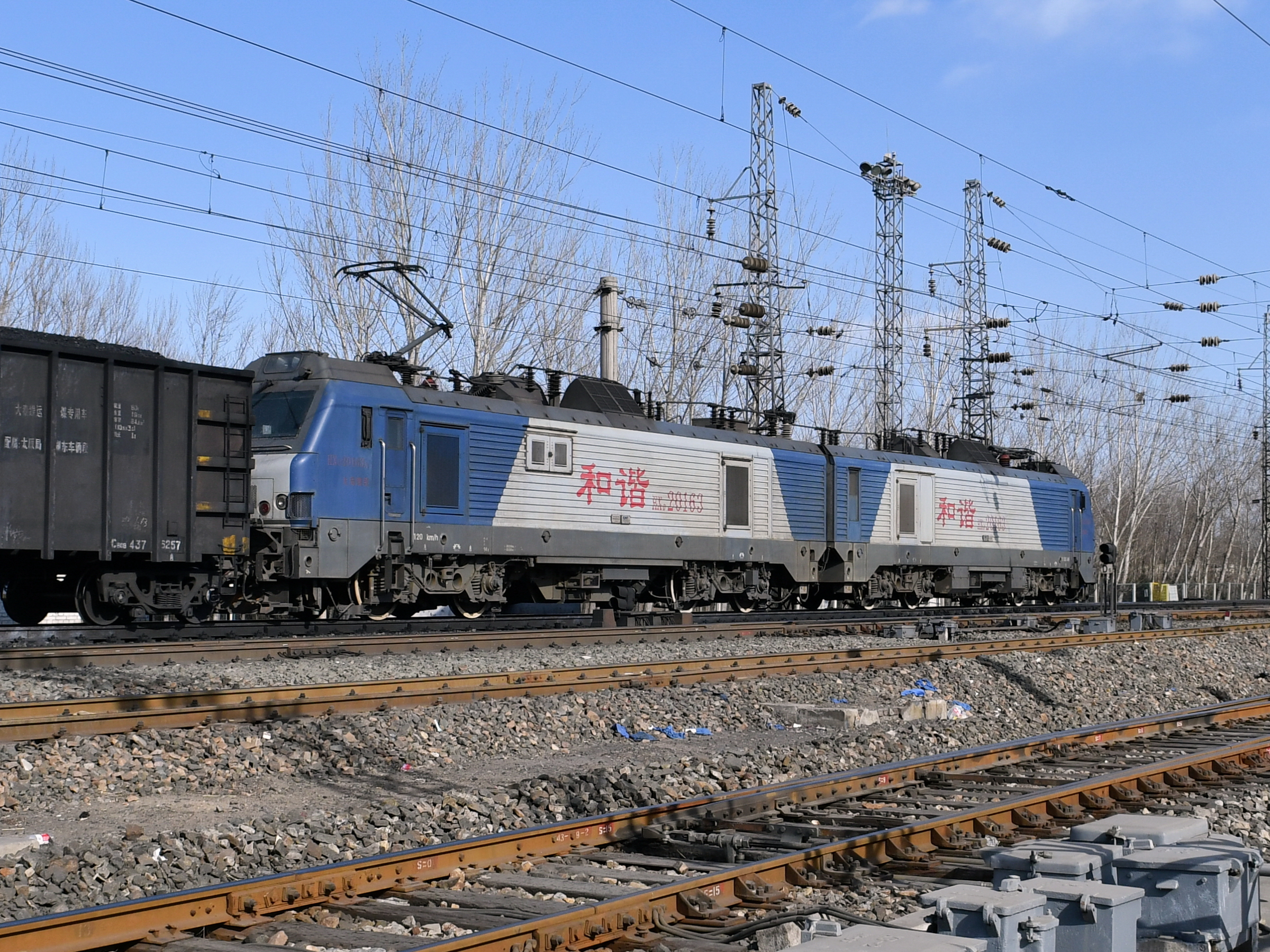
HXD2型0163号电力机车牵引运煤列车通过大秦铁路茶坞车站

2007年12月4日，HXD2型机车开始投入大秦铁路运用，机车配属太原铁路局湖东机务段（太局湖段），初期主要用于单机牵引1万吨煤炭列车。2008年1月，为了验证HXD2型机车在大秦线牵引2万吨组合列车的运行安全性，铁道部与太原铁路局于2007年1月8日至15日，进行了HXD2型电力机车牵引2万吨重载组合列车静态试验；同年16日又完成了2万吨重载组合列车牵引试验，包括牵引性能测试、制动性能测试、机车动应力测试、牵引供电监测等项目。截至2007年1月16日，已有42台HXD2型机车交付太原铁路局，其中36台已上线运行。
在和谐型大功率电力机车投入使用以前，大秦线2万吨煤炭组合列车使用4台韶山4型电力机车牵引，采用“1+2+1”的方式运行，4台机车采用基于GSM-R的“Locotrol”机车同步操控系统实现同步操纵。HXD1、HXD2型大功率交流传动电力机车投入到大秦线作为2万吨重载列车的牵引动力后，只需2台就可以满足一列2万吨组合列车的牵引要求，采用“1+1”的方式运行。HXD1、HXD2型电力机车投入大秦线运用初期，由于不同机型的控制系统不同，每一列2万吨组合列车只能由两台同一种型号的机车进行牵引，对列车编组造成较大的局限性。为了提高大秦线的机车运用灵活性和运输效率，太原铁路局其后对HXD1、HXD2型机车进行了互联互通模式的改进，实现多种机型混合牵引，方便行车调度指挥。2009年10月，HXD1、HXD2型机车混合牵引的2万吨和1.5万吨组合列车试验成功；2010年1月，两种机型混合牵引的2万吨组合列车在大秦线开行。然而，铁路部门通过试验和实际使用发现，当HXD2型机车作为位于2万吨组合列车中部的从控机车时，部分安全指标有机会超出规定要求，尤其车钩偏转角和轮轴横向力均超出控制限度，并数次发生列车运行时中部从控机车脱轨的事故，主要原因是HXD2型机车车钩承受纵向制动压力时倾倒失稳。因此，在车钩稳钩性能问题获得完全解决前，在HXD1、HXD2型电力机车混合牵引的2万吨组合列车中，HXD2型机车目前不作为从控机车。
2009年5月，京包铁路大同至包头区段完成电气化改造工程，湖东机务段HXD1、HXD2型电力机车交路也延伸至包头，单机担当包头西至湖东间的1万吨、5000吨煤炭列车的牵引任务，由太原铁路局、呼和浩特铁路局机车乘务员实行跨局轮乘，其中万吨级组合列车在呼和浩特西至集宁南间需要加挂一台包头西机务段的韶山4型电力机车作为补机。
而在主要用作貨運的通霍鐵路在2016年11月完成電氣化工程後，瀋陽鐵路局亦在2017年引進本型機車，配屬通遼機務段，與HXD3B同時負責牽引煤炭等重載列車在此線上運行，編號為1365-1424、1445-1466及6015-6092，合共160輛，屬深度國產化機車（當中6000系由大連機車車輛代工生產）。自大鄭鐵路2018年4月實施電氣化後，由於電力機車可以一機直達進出通遼，通遼機務段的HXD2開始與瀋局既有的HXD3B混合使用。
2017年，蘭州局集團及西安局集團亦分別引入10輛HXD2機車，編號分別為1425-1434及1435-1444。

### 改进

#### 神华集团机车
主营煤炭开采、运输的中国中央企业神华集团拥有包神铁路、神朔铁路、朔黄铁路（含黄万铁路）、大准铁路、宁东铁路五条自营煤运铁路，铁路运营里程约1600公里。在刘志军任中国铁道部部长时期，因神华集团所投资的自营铁路并非由中国铁道部控股，刘志军不满神华集团打破了铁路“全路一盘棋”的局面，因此神华集团在机车车辆采购上一直受到来自铁道部的种种限制，引进大功率交流传动电力机车的计划迟迟未能实现，而仅被批准采购韶山4B型直流传动电力机车。2011年初，盛光祖接替被免职的刘志军出任铁道部部长后，拟加快转换铁路经营机制，开始将设备采购、招投标的权力下放给了企业。随着神华集团与铁道部之间的沟通获得改善，神华集团开始大力投资铁路业务。2011年初，大同电力机车公司与神华集团签订了《神朔铁路设备和谐2型电力机车采购合同》。2012年2月7日，中国北车集团与神华集团又签署了战略合作框架协议，中国北车集团将根据神华集团的需要，共同研制大功率交流传动机车和大轴重货车。
在HXD2型电力机车技术平台的基础上，大同电力机车公司为神华集团研制了新型9600 kW的双节八轴电力机车，机车编号由7001起排序。新机车改为采用庞巴迪牵引变流系统（由江苏常牵庞巴迪公司提供）、“MITRAC”微机控制系统和DK-2型制动系统，而牽引功率略低於國鐵使用的HXD2。首台神华集团HXD2型电力机车（7001）于2011年12月底完成落车。2012年5月27日，大同电力机车公司向神华集团交付了首2台机车；同年6月26日在神朔铁路开始投入试运行。

#### 白俄羅斯鐵路機車
本型機車以神華能源使用的同型機車為基礎，採用近乎一致的動力系統及技術標準，只是在軌距和採用的制動系統有所不同。所有機車已在2012-2013年於白俄羅斯鐵路投入服務。

#### 深度国产化机车

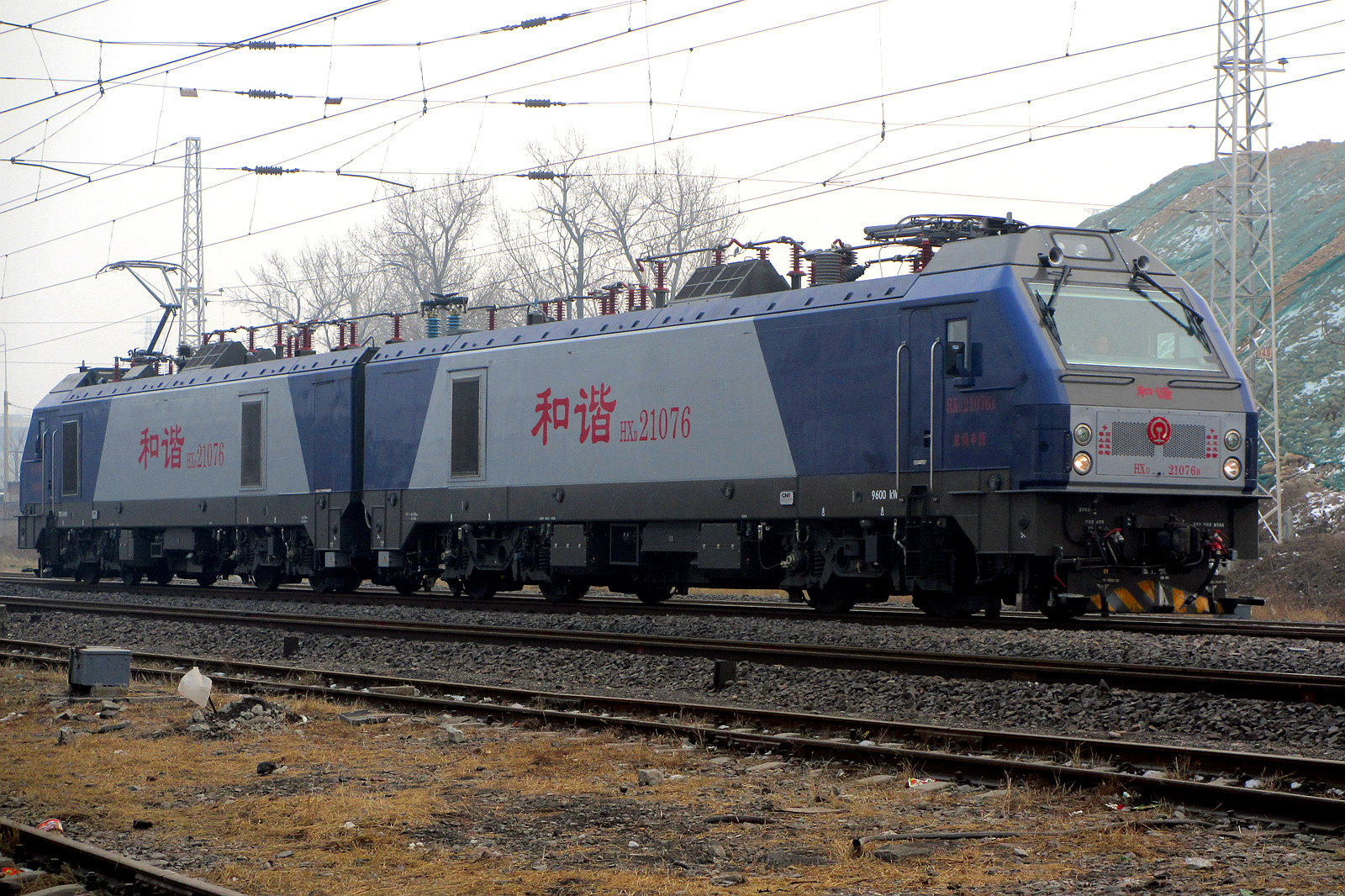
HXD2型1076号电力机车单机通过石景山南站

根据铁道部的要求，大同电力机车有限公司在HXD2型电力机车基础上，研制了“深度国产化”的HXD2型电力机车，机车编号由1001起排序。机车采用中国北车集团自主开发的牵引传动系统和微机控制系统，替代了过往使用的国外进口产品，有效降低了机车生产成本；司机室外观也有所改变，并能够满足机车在长交路运营中实行双司机同时值乘的需要。首台深度国产化HXD2型电力机车于2012年8月27日在大同下线。2012年9月27日至11月27日，HXD2-1001号机车在中国铁道科学研究院的环形铁道试验基地完成为期两个月的整车型式试验。同年12月，该台机车在呼和浩特铁路局包头西机务段开始10万公里运用考核。在运用考核中，机车在大包铁路线往返牵引重载列车运行，经受住了连续的长大坡道及沙尘、强降雪、冻雨等恶劣气候的考验。2013年6月5日，深度国产化HXD2型电力机车通过中国铁路总公司技术审查。

## 技术特点

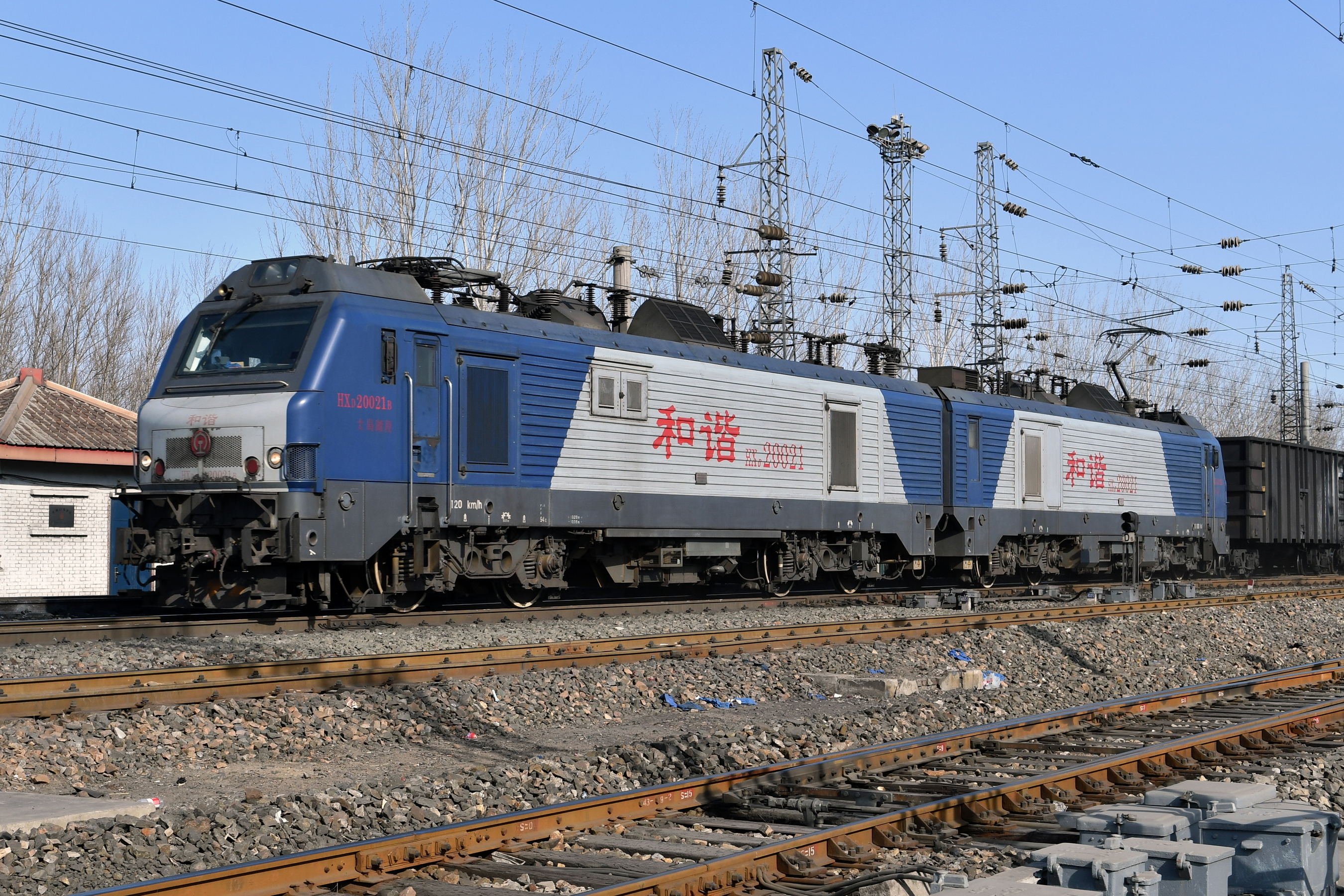
HXD2型0021号电力机车大秦铁路牵引货运列车

### 总体布置
HXD2型电力机车是双节重联的八轴大功率干线货运用电力机车，由两节完全相同的单端司机室四轴机车通过内重联环节连挂成八轴机车，成为一完整系统。司机可在任何一端司机室对两节机车进行控制，两节机车之间并设有中间走廊连通，车顶设有25千伏高压连接线。机车车体采用框架式整体承载全钢箱型壳体焊接结构，车体侧墙采用波纹钢板，并设有宽度为787 mm的维修门。司机室采用框架式焊接钢结构，前窗采用一整体电热玻璃，为司乘人员提供了良好的视角，并满足机车在寒冷季节使用的需要。车内设备采用模块化结构、两侧屏柜化布置，设中间贯通走廊。每节机车后部均设置一个生活间，设有微波炉、冰箱、床、饮水设备、水冲式整体卫生间等生活设施。每节机车车顶设有一台DSA-200型受电弓；其他车顶外置设备包括真空断路器、接地开关、避雷器、高压连接器等高压设备。机车采用独立通风方式，从侧墙过滤窗和车顶百叶窗吸入冷风，向发热部件冷却后从车底排出，并维持机械间呈微正压，改善机车防尘效果及防寒性能。机车轴式为2×（Bo-Bo），最大功率为10000 kW；机车标准轴重为23吨，并可以通过增加压铁提高到25吨。空气制动系统采用法维莱公司的“Eurotrol”微机控制电空制动机，具有空电联合制动、阶段缓解、断钩保护、备用制动等功能。

### 电气系统
HXD2型电力机车是交—直—交流电传动的单相工频交流电力机车，每节四轴机车的主电路由主变压器、牵引变流器、牵引电动机三大部分构成。接触网导线上的25千伏单相工频交流电电流，经受电弓、主断路器进入机车后再输入主变压器，交流电经过主变压器的4个牵引绕组降压后，分别向4组相同而独立的主变流器供电，每组主变流器向一台异步牵引电动机供电，实现机车的轴控驱动，使牵引电动机产生转矩，将电能转变为机械能，经过齿轮的传递驱动轮对。
主变压器采用了瑞士ABB公司的技术，为卧式悬挂结构单相变压器，吊装于车底中部。主变流器是基于阿尔斯通公司“Prima”机车技术平台的“ONIX”高週波VVVF，每组主变流器由一个四象限脉冲整流器、一个中间直流环节、一个PWM逆变器组成，功率控制模块采用水冷IGBT变流模块（3300V/1200A），中间直流电压为1800伏特。牵引电动机采用由永济电机公司国产化的YJ90A型牵引电动机（阿尔斯通公司原型号为6 FRA 4567 B型），该型电动机为六极三相鼠笼式异步牵引电动机，定子采用全叠片无机壳结构以减轻重量和改善散热，额定功率为1275 kW，冷却方式为强迫通风，采用磁场定向直接转矩控制。

### 控制系统
HXD2型电力机车采用了阿尔斯通公司开发的“Agate”微机网络控制系统，该系统是基于WorldFIP网络通信总线，网络架构分为FIP车辆网络（FIPV）和FIP列车网络（FIPT）两级，其中FIPV负责每节机车内部各设备的信息交换，而FIPT用于两节机车之间或两组重联机车之间的通信；控制系统具有全面的机车控制、监测、传输、故障诊断、显示和存储功能。

### 转向架
每节机车装用两台二轴转向架，是在“Prima”系列货运电力机车的转向架基础上改进设计。转向架构架采用钢板焊接结构的“日”字型构架，轮对轴箱采用拉杆定位。一系悬挂采用轴箱两侧螺旋弹簧配垂向油压减震器；二系悬挂为高挠螺旋圆弹簧配垂向、横向油压减振器。牵引力或制动力通过中间低位推挽式斜拉杆牵引装置传递。牵引电动机采用滚动轴承抱轴式半悬挂、单边刚性直齿传动。基础制动装置为单侧双闸瓦踏面制动单元，并带有闸瓦间隙调节器；其中一组制动单元具有停放制动功能。

## 重大事故
- 2024年9月15日2时许，襄渝铁路青花站的一台HXD1型电力机车发生溜逸(车号6082，配属武汉铁路局襄阳机务段)，2时30分溜逸至襄渝铁路上行正线，与区间运行的30132次货运列车(HXD2-1428号机车值乘，配属西安铁路局安康机务段)发生碰撞，事故造成30132次列车机车及1-4位脱轨，两名司机受伤，HXD1-6082号机车小破，HXD2-1428号机车前端报废，后重新补造了事故机车前端。
- 2025年7月16日早上7时许，陇海铁路天水-宝鸡段上行线元龙至建河区间发生山体滑坡。7时45分，由兰州铁路局兰州西机务段HXD2-1585号机车牵引的10488次货运列车行至此处因刹车不及撞上坍体。事故造成机车脱线，司机轻伤，陇海铁路上行中断。后因事故所在地地形特殊，为尽快恢复陇海线宝天段通车，该机车被就地拆解报废。